# Выборы в Совет Безопасности ООН (2008)
Выборы в Совет безопасности ООН прошли 17 октября 2008 года на 63 ГА ООН в Штаб-квартире ООН.
Новыми непостоянными членами Совета безопасности ООН на 2 года избраны Япония, Австрия, Мексика, Турция и Уганда. Свою работу в Совбезе они начали с 1 января 2009 года. Иран и Исландия также претендовавшие на место в Совете безопасности, не получили нужного количества голосов.